# Portada/article juny 14

## Enric Sagnier i Villavecchia
Enric Ferran Josep Lluís Sagnier i Villavecchia, marquès de Sagnier (Barcelona, 21 de març de 1858 – ídem, 1 de setembre de 1931), fou un arquitecte català. La majoria de les seves obres es troben a Barcelona; autor prolífic, ha estat possiblement l'arquitecte amb major nombre de construccions a la ciutat comtal (prop de 300 edificis documentats). Sagnier fou un arquitecte ben relacionat amb les classes dirigents barcelonines, de les quals rebé nombrosos encàrrecs.
D'estil eclèctic, amb una certa tendència classicista, estigué proper al modernisme de moda en l'època a la capital catalana, però interpretant-lo d'una manera sòbria i funcional. La seva principal font d'inspiració fou l'arquitectura medieval.